# Teenage Robot
Teenage Robot (engl.: My Life as a Teenage Robot) ist eine US-amerikanische Zeichentrickserie, die beim US-Fernsehsender Nickelodeon 2003 auf Sendung ging. Zusätzlich wurde ein auf der Serie basierender Fernsehfilm mit dem Titel My Life as a Teenage Robot – Escape from Cluster Prime gedreht. Die Produktion der Serie wurde nach drei Staffeln eingestellt. Die Serie basiert auf einem kurzen Cartoon, der unter dem Label Oh Yeah! Cartoons im amerikanischen Nickelodeon lief. In Deutschland war die Serie erstmals ab 2005 auf dem Sender Nick zu sehen.

## Inhalt
Die Serie handelt von den Abenteuern des einem menschlichen Teenagermädchen nachempfundenen Roboters XJ-9, welcher aber lieber Jenny genannt werden möchte. Dies ist auf die englische Aussprache von „J-9“ zurückzuführen, die mit ein bisschen Abänderung wie Jenny klingt. Obwohl Jenny sich gezwungen sieht, die Welt vor jedwedem Unheil zu retten, würde sie lieber das tun, was jugendliche Mädchen in ihrem Alter dem Klischee nach tun: einen Popstar anhimmeln, Teenie-Zeitschriften lesen oder mit ihren Freunden Brad und Tuck abhängen.

### Hauptcharaktere
- Global Robot Response Unit XJ-9 alias XJ-9 alias Jenny Wakeman: Der Roboter XJ-9 ist die namensgebende Hauptfigur in der Serie. Sie will als normaler Teenager leben, zur Schule gehen und mit Freunden zusammen sein, gegen den Willen ihrer Erbauerin Mrs. Dr. Wakeman. So ist Jenny zunächst der Kontakt zu anderen Menschen verboten, doch lernt sie bald den Nachbarsjungen Brad kennen.

- Dr. Noreene Wakeman: Noreene Wakeman hat jahrelang unermüdlich mit Hilfe von intelligenten Maschinen die Menschheit vor ihrer Zerstörung bewahrt. Jetzt gibt sie diese Aufgabe an den von ihr konstruierten Roboter XJ-9 weiter. Dr. Wakeman übernahm die Begeisterung für die Wissenschaft von ihrem Vater und ist traurig, dass nicht auch Jenny diesem Vorbild folgt. Von Jenny wird sie liebevoll „Mutter“ oder „Mum“ genannt. Gelegentlich erfindet sie einige mehr oder weniger brauchbare Upgrades für XJ-9, wie ein paar neue Augen oder unausgereifte Nervensensoren, die nur Schmerz und Kitzeln empfinden lassen.

- Bradley „Brad“ Carbunkle: Brad Carbunkle ist der ungefähr gleichaltrige Junge von nebenan. Er ist der erste Mensch der, abgesehen von Dr. Wakeman, wirklichen Kontakt zu Jenny aufnehmen kann und er hat in der Serie eine Art Mentor-Funktion in Bezug auf Jennys Teenagerleben. Jenny erscheint er als cool, anderen gegenüber jedoch nicht.

- Tucker „Tuck“ Cornelius Carbunkle: Tuck ist der kleine Bruder von Brad. Er ist klein, ängstlich, unruhig aber von XJ-9 begeistert. Wenn Jenny ihn mitnimmt, will er sich bei der Ankunft sofort auf jemanden stürzen, wird jedoch von Brad oder Jenny zurückgehalten und eines Besseren belehrt.

- Sheldon Oswald Lee: Sheldon ist Jennys Verehrer und ein Technik-Freak. Sein Talent hat er dazu genutzt, den Silberstrahl (Silver Shell) zu kreieren. Diesen Roboteranzug wollte er ursprünglich dazu verwenden, Jenny zu beweisen, dass auch Roboterjungs nicht perfekt sind. Leider verliebte sich Jenny aber in ihn und sah über sein überhebliches Verhalten und seinen Narzissmus hinweg. Die Gefühle für den Silberstrahl hat sie zwar überwunden, aber bisher nicht herausgefunden, dass dieser in Wirklichkeit Sheldon ist.

- Queen Vexus: Sie gehört zu den Bösewichtern der Serie. Wie eine Bienenkönigin leitet sie einen Planeten auf dem Roboter das Sagen haben (Computercluster) und die Menschen die Sklaven sind. Sie ist eine von Jennys Gegenspielerinnen und versucht oft, Jenny in den Cluster zu bringen.

- Brittany „Brit“ und Tiffany „Tiff“ Krust: Sie sind die Stars an Jennys, Sheldons und Brads Highschool und immer der Mittelpunkt des Interesses, besonders wegen ihrer Kleidung. Brit ist Engländerin und ein Genie, wenn es um teuflische Pläne geht, Tiff ist sehr emotional und oft wütend. Da Jenny an ihrem ersten Tag in der Schule die Aufmerksamkeit auf sich gelenkt hat, haben die beiden sie gleich zu ihrer Feindin erklärt. Dazu kommt, dass Brit in Don Prima verliebt ist, der ab und an Jenny bewundert.

### Nebencharaktere
- Die XJ Linie: XJ1 bis XJ8 sind Jennys Schwestern, die Doktor Wakeman vor ihr entworfen und gebaut hat.
- Don Prima: Er ist der Star an Jennys Highschool und der Schwarm aller Mädchen.
- Die Space Biker (Orion’s Angels): Letta, Olgo, Tammy, Lenny und Sledge sind Alien-Biker, die des Öfteren die Erde terrorisieren wollen, aber immer von Jenny daran gehindert werden. Im Laufe der Serie wird enthüllt, dass sie auf ihrem Heimatplaneten ein sehr anständiges Leben führen und nur eben ab und an als Spacebiker aus Spaß andere Planeten aufmischen.
- Das Teen Team: Orion, Die Tube (Squish) und Nebula sind eine Gruppe von jungen Alien-Superhelden, bei denen Jenny kurz Mitglied war.
- Vega: Sie ist Queen Vexus’ Tochter und ihre Nachfolgerin im Cluster. Ihre Freunde Shell, Drab und Tuff entsprechen Sheldon, Brad und Tuck.

## Produktion und Veröffentlichung
Die Serie wurde 2003 unter der Regie von Robert Renzetti und anderen von Frederator Incorporated produziert. Für den Schnitt war Jeff Adams verantwortlich, Art Director war Alex Kirwan. Die Musik der Serie komponierten Paul Dinletir und James L. Venable, der Titelsong der deutschen Fassung wurde von der Synchronsprecherin Magdalena Turba gesungen.
Die Erstausstrahlung der Serie fand ab dem 1. August 2003 bei Nickelodeon statt. Bis zum 2. Mai 2009 wurden 40 Folgen in drei Staffeln ausgestrahlt. Ab dem 12. September 2005 wurde die Serie in Deutschland durch Nick ausgestrahlt. Außerdem gibt es Übersetzungen ins Japanische, Griechische und Spanische.
Der auf der Serie basierende Film My Life as a Teenage Robot – Escape from Cluster Prime wurde am 12. August 2005 im US-amerikanischen Fernsehen gezeigt.

## Synchronisation
| Rolle                    | Englischer Sprecher | Deutscher Sprecher |
| ------------------------ | ------------------- | ------------------ |
| XJ9/Jenny Wakeman        | Janice Kawaye       | Tanya Kahana       |
| Dr. Nora Wakeman         | Candi Milo          | Liane Rudolph      |
| Bradley „Brad“ Carbunkle | Chad Doreck         | David Turba        |
| Tucker „Tuck“ Carbunkle  | Audrey Wasilewski   | Tobias Müller      |
| Sheldon Oswald Lee       | Quinton Flynn       | Hannes Maurer      |
| Brittany „Brit“ Crust    | Moira Quirk         | Maria Koschny      |
| Tiffany „Tiff“ Crust     | Cree Summer         | Tanja Geke         |

## Episodenliste
| Nummer (gesamt) | Nummer (gesamt) | Nummer (Staffel) | Nummer (Staffel) | Originaltitel                 | Deutscher Titel                                                                   | Erstausstrahlung (USA) | Erstausstrahlung (Deutschland) |
| --------------- | --------------- | ---------------- | ---------------- | ----------------------------- | --------------------------------------------------------------------------------- | ---------------------- | ------------------------------ |
| 1               | a               | 1                | a                | It Came From Next Door        | Es kam aus dem Nachbarhaus (alt. Das Grauen wohnt nebenan o. Hilfe, ein Roboter!) | 1. August 2003         | 12. September 2005             |
| 1               | b               | 1                | b                | Pest Control                  | Die Rache der Mutanten-Ratten (alt. Pest-Kontrolle)                               | 1. August 2003         | 9. Oktober 2005                |
| 2               | a               | 2                | a                | Raggedy Android               | Lumpenandroid (alt. Ein ganz normales Mädchen)                                    | 15. August 2003        | 13. September 2005             |
| 2               | b               | 2                | b                | Class Action                  | Klassenkrampf (alt. Action in der Schule o. Blechgirls erster Schultag)           | 8. August 2003         | 23. Oktober 2005               |
| 3               | a               | 3                | a                | Attack Of The 5 ½ Foot Geek   | Liebesattacke (alt. Der Angriff des Superstrebers)                                | 15. August 2003        | 14. September 2005             |
| 3               | b               | 3                | b                | Doom With A View              | Botschaft von Cluster Zentaurii (alt. Tuck in der Falle)                          | 15. August 2003        | 6. November 2005               |
| 4               | a               | 4                | a                | Ear No Evil                   | Jenny ist ganz Ohr (alt. Cyber-Dumbo o. Gefährliche Ohren)                        | 22. August 2003        | 15. September 2005             |
| 4               | b               | 4                | b                | Unlicensed Flying Object      | Ungelenkes Flugobjekt (alt. UFO – Ungelenkes Flugobjekt o. UFO ohne Führerschein) | 22. August 2003        | 20. November 2005              |
| 5               | a               | 5                | a                | Party Machine                 | Party-Roboter (alt. Party Invasion)                                               | 5. September 2003      | 16. September 2005             |
| 5               | b               | 5                | b                | Speak No Evil                 | Sprachverwirrung                                                                  | 5. September 2003      | 4. Dezember 2005               |
| 6               | a               | 6                | a                | See No Evil                   | Sehstörungen                                                                      | 12. September 2003     | 19. September 2005             |
| 6               | b               | 6                | b                | The Great Unwashed            | Pimp My Robot (alt. Jenny aufgemotzt o. Die große Ungewaschene)                   | 12. September 2003     | 18. Dezember 2005              |
| 7               | a               | 7                | a                | Return Of The Raggedy Android | Die Rückkehr des Lumpenandroiden (alt. Die Rückkehr des ganz normalen Mädchens)   | 19. September 2003     | 20. September 2005             |
| 7               | b               | 7                | b                | The Boy Who Cried Robot       | Der Junge, der Roboter schrie                                                     | 19. September 2003     | 22. August 2005                |
| 8               | a               | 8                | a                | Sibling Tsunami               | Geschwisterflut                                                                   | 3. November 2003       | 21. September 2005             |
| 8               | b               | 8                | b                | I Was A Preschool Dropout     | Kindergarten-Chillen                                                              | 3. Oktober 2003        | 25. März 2006                  |
| 9               | a               | 9                | a                | Hostile Makeover              | Feindliche Übernahme                                                              | 24. Oktober 2003       | 22. September 2005             |
| 9               | b               | 9                | b                | Grid Iron Glory               | Schrauben-Elli-Quarterback (alt. Angriff der Football-Streber)                    | 24. Oktober 2003       | 5. Februar 2006                |
| 10              | a               | 10               | a                | Dressed To Kill               | Kristall-Krawall (alt. Killer-Couture)                                            | 7. November 2003       | 23. September 2005             |
| 10              | b               | 10               | b                | Shell Game                    | Es ist nicht alles Held, was glänzt                                               | 7. November 2003       | 19. Februar 2006               |
| 11              | a               | 11               | a                | Daydream Believer             | Die Traum-Überdosis (alt. Traumland Überdosis)                                    | 21. November 2003      | 26. September 2005             |
| 11              | b               | 11               | b                | This Time With Feeling        | Noch einmal mit Gefühl                                                            | 21. November 2003      | 23. Juli 2006                  |
| 12              | a               | 12               | a                | Saved By The Shell            | Verabredung mit Don Prima (alt. Ein Date mit Don Prima)                           | 23. Januar 2004        | 25. September 2005             |
| 12              | b               | 12               | b                | Tradeshow Showdown            | Chaos auf dem Kongress (alt. Chaos auf dem Roboterkongress)                       | 23. Januar 2004        | 2. Oktober 2005                |
| 13              | a               | 13               | a                | The Wonderful World Of Wizzly | Roboter-„Vergnügungspark“ (alt. Robos zur Sonne, zur Freiheit)                    | 27. Februar 2004       | 28. September 2005             |
| 13              | b               | 13               | b                | Call Hating                   | Kein Anschluss unter dieser Jenny                                                 | 27. Februar 2004       | 6. August 2006                 |

| Nummer (gesamt) | Nummer (gesamt) | Nummer (Staffel) | Nummer (Staffel) | Originaltitel                     | Deutscher Titel                                               | Erstausstrahlung (USA) | Erstausstrahlung (Deutschland) |
| --------------- | --------------- | ---------------- | ---------------- | --------------------------------- | ------------------------------------------------------------- | ---------------------- | ------------------------------ |
| 14              | 14              | 1                | 1                | Robot For All Seasons             | Ein Roboter zu jeder Jahreszeit                               | 8. Dezember 2004       | 29. September 2005             |
| 15              | a               | 2                | a                | Not So Great Expectations         | Zukunftsschock (alt. Blick in die Zukunft)                    | 24. Januar 2005        | 30. September 2005             |
| 15              | b               | 2                | b                | Humiliation 101                   | Demütigung 101 (alt. Grundkurs in Peinlichkeit)               | 25. Januar 2005        | 26. März 2006                  |
| 16              | a               | 3                | a                | Last Action Zero                  | Action Brad                                                   | 26. Januar 2005        | 20. Oktober 2005               |
| 16              | b               | 3                | b                | Mind Over Matter                  | Geist über Materie                                            | 27. Januar 2005        | 11. Juli 2006                  |
| 17              | a               | 4                | a                | Love ‘Em Or Leash ‘Em             | Ein Traum auf vier Pfoten                                     | 28. Januar 2005        | 21. Oktober 2005               |
| 17              | b               | 4                | b                | Teen Team Time                    | Das Teen-Team                                                 | 25. März 2005          | 7. Mai 2006                    |
| 18              | a               | 5                | a                | Sister Sledgehammer               | Die XJ-Schwestern schlagen zurück (alt. Zwei Engel für Jenny) | 23. Juni 2005          | 24. Oktober 2005               |
| 18              | b               | 5                | b                | Pajama Party Prankapalooza        | Pyjamaparty Panik (alt. Die Pyjamaparty)                      | 12. August 2005        | 22. November 2005              |
| 19              | a               | 6                | a                | Dancing With My Shell             | Ein Tanz mit dem Silberstrahl                                 | 6. September 2005      | 25. Oktober 2005               |
| 19              | b               | 6                | b                | Around The World In Eighty Pieces | In 80 Teilen um die Welt                                      | 7. September 2005      | 9. April 2006                  |
| 20              | a               | 7                | a                | Armagedroid                       | Armagedruid (alt. Monsterdroid)                               | 8. September 2005      | 24. November 2005              |
| 20              | b               | 7                | b                | Killgore                          | Die Nervensäge (alt. Der Minischurke)                         | 9. September 2005      | 4. Juni 2006                   |
| 21              | 21              | 8                | 8                | Victim Of Fashion                 | Modeduell                                                     | 6. September 2005      | 15. November 2005              |
| 22              | a               | 9                | a                | A Pain In My Sidekick             | Tuck – Die Blechdose (alt. Held in der Dose)                  | 25. Juni 2005          | 29. November 2005              |
| 22              | b               | 9                | b                | Crash Pad Crash!                  | Sturmfreie Bude (alt. Jenny außer Rand und Band)              | 25. Juni 2005          | 28. November 2005              |
| 23              | a               | 10               | a                | Designing Women                   | Ein Mädchen nach Plan (alt. Jennys Schaltpläne)               | 26. August 2005        | 28. Juli 2006                  |
| 23              | b               | 10               | b                | Robot Riot                        | Aufstand der Roboter (alt. Der Tuckinator)                    | 26. August 2005        | 23. April 2006                 |
| 24              | a               | 11               | a                | Bradventure                       | Brad, der Held                                                | 2. September 2005      | 19. Februar 2006               |
| 24              | b               | 11               | b                | Mama Drama                        | Mama Drama                                                    | 2. September 2005      | 1. August 2006                 |
| 25              | a               | 12               | a                | Toying With Jenny                 | Falsches Spiel mit Jenny                                      | 9. September 2005      | 4. März 2006                   |
| 25              | b               | 12               | b                | Teenage Mutant Ninja Troubles     | Nebulas Rache                                                 | 9. September 2005      | 3. August 2006                 |
| 26              | a               | 13               | a                | Teen Idol                         | Teen Idol                                                     | 4. Oktober 2008        | 2. September 2006              |
| 26              | b               | 13               | b                | Good Old Sheldon                  | Guter alter Sheldon                                           | 5. Oktober 2008        | 5. September 2006              |

| Nummer (gesamt) | Nummer (gesamt) | Nummer (Staffel) | Nummer (Staffel) | Originaltitel                      | Deutscher Titel                  | Erstausstrahlung (USA) | Erstausstrahlung (Deutschland) |
| --------------- | --------------- | ---------------- | ---------------- | ---------------------------------- | -------------------------------- | ---------------------- | ------------------------------ |
| 27              | 27              | 1                | 1                | Escape From Cluster Prime, Part 1  | Flucht von Cluster Prime (1)     | 12. August 2005        | 22. Februar 2007               |
| 28              | 28              | 2                | 2                | Escape From Cluster Prime, Part 2  | Flucht von Cluster Prime (2)     | 12. August 2005        | 23. Februar 2007               |
| 29              | a               | 3                | a                | Weapons Of Mass Distraction        | Ein Date und andere Katastrophen | 21. Februar 2009       | 2. September 2006              |
| 29              | b               | 3                | b                | There’s No Place Like Homeschool   | Privatdozentin Dr. Wakeman       | 21. Februar 2009       | 9. September 2006              |
| 30              | a               | 4                | a                | No Harmony With Melody             | Keine Harmonie mit Melody        | 25. Oktober 2008       | 2. September 2006              |
| 30              | b               | 4                | b                | Tuckered Out                       | Tuck tickt aus                   | 25. Oktober 2008       | 7. September 2006              |
| 31              | a               | 5                | a                | A Spoonful Of Mayhem               | Ein Löffelchen Gewalt            | 8. November 2008       | 8. September 2006              |
| 31              | b               | 5                | b                | Enclosure Of Doom                  | Die Kammer des Schreckens        | 22. November 2008      | 12. September 2006             |
| 32              | a               | 6                | a                | Girls Of Steal                     | Verstohlenes Vergnügen           | 11. Oktober 2008       | 10. September 2006             |
| 32              | b               | 6                | b                | Mist Of Opportunities              | Vernebelte Superheldin           | 11. Oktober 2008       | 14. September 2006             |
| 33              | a               | 7                | a                | The Legion Of Evil                 | Die Bruderschaft des Bösen       | 18. April 2009         | 9. September 2006              |
| 33              | b               | 7                | b                | The Price Of Love                  | Der Preis der Liebe              | 18. April 2009         | 10. September 2006             |
| 34              | a               | 8                | a                | Stage Fright                       | Lampenfieber                     | 1. November 2008       | 20. September 2006             |
| 34              | b               | 8                | b                | Never Say Uncle                    | Jennys Tante                     | 1. November 2008       | 21. September 2006             |
| 35              | a               | 9                | a                | Infectuous Personality             | Ansteckende Persönlichkeit       | 22. November 2008      | 22. September 2006             |
| 35              | b               | 9                | b                | Trash Talk                         | Schmutziges Gewäsch              | 22. November 2008      | 25. September 2006             |
| 36              | a               | 10               | a                | Agent Double-O Sheldon             | Agent 00 Sheldon                 | 8. November 2008       | 26. September 2006             |
| 36              | b               | 10               | b                | Indes-Tuck-Tible                   | Der unzerstörbare Tuck           | 18. April 2009         | 27. September 2006             |
| 37              | a               | 11               | a                | Puppet Bride                       | Die Puppenbraut                  | 18. Oktober 2008       | 28. September 2006             |
| 37              | b               | 11               | b                | Histrotrionics                     | Historischer Vergnügungspark     | 18. Oktober 2008       | 29. September 2006             |
| 38              | a               | 12               | a                | Ball & Chain                       | Biker-Bräutigam                  | 28. Februar 2009       | 2. Oktober 2006                |
| 38              | b               | 12               | b                | Labour Day                         | Tag der Arbeit                   | 28. Februar 2009       | 3. Oktober 2006                |
| 39              | a               | 13               | a                | Voyage To The Planet Of The Bikers | Die Reise zum Biker-Planeten     | 15. November 2008      | 4. Oktober 2006                |
| 39              | b               | 13               | b                | Queen Bee                          | Die Schulkönigin                 | 15. November 2008      | 5. Oktober 2006                |
| 40              | a               | 14               | a                | Samurai Vac                        | Schmutz und Ehre                 | 2. Mai 2009            | 6. Oktober 2006                |
| 40              | b               | 14               | b                | Turncoats                          | Abtrünnige                       | 2. Mai 2009            | 30. Oktober 2007               |

## Auszeichnungen
Teenage Robot gewann im Jahr 2004 einen Emmy in der Kategorie Outstanding Individual Achievement In Animation.